# أوكولوجوسي

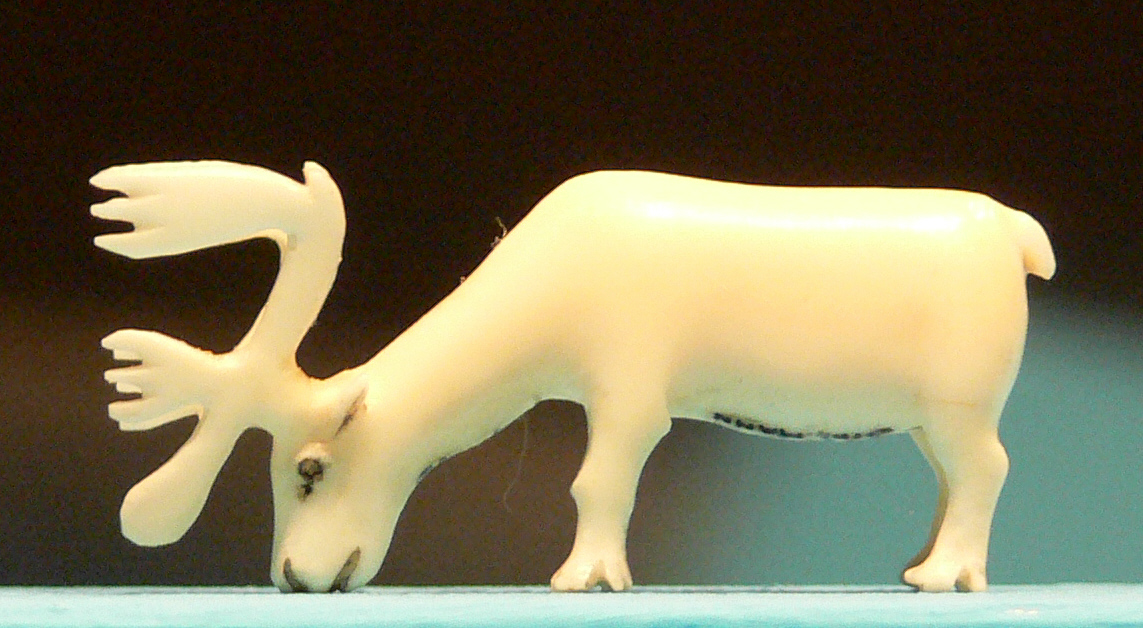
منحوتة كاريبو يتغذى هي قطعة فنية منحوتة من ناب الفظ، تعود إلى حوالي عام 1910، ومصدرها ألاسكا. تُظهر هذه المنحوتة حيوان الكاريبو في وضعية الرعي، مما يعكس دقة الفنان في تصوير التفاصيل الطبيعية للحيوان.

أوكولوجوسي (بالإنجليزية: A'akuluujjusi)‏ الأم الخالقة الكبرى عند شعب إنويت (هنود أمريكا الشمالية) وهي الأرض. وهي إلهة بدائية.

## أسطورة الخلق
خلقت حيوانات من ملابسها. أولاً، خلقت الكاربو (غزال الرنة) بالأنياب والفظ مع القرون. ولكن بهذه الطريقة، كانوا خطرين للغاية بالنسبة للصيادين الذين يلاحقونهم. لذلك غيرت رأيها وعدلتهم. وجدت أن الفظ كان مثالياً مع الأنياب. ومع ذلك، كان الكاربو (غزال الرنة) يجري بسرعة بحيث لا يتمكن الصيادون من القبض عليه واصطياده، لذلك، قلبت شعر بطنها ضد الريح لإبطائه.